# Otmar Bucher
Otmar Bucher (* 27. Juni 1935 in Buchs SG) ist ein Schweizer Grafiker, Gestalter und Autor.

## Leben
Aufgewachsen in Luzern, absolvierte er eine Lehre als Schriftsetzer und liess sich anschliessend an der Hochschule für Gestaltung zum diplomierten Grafiker ausbilden. 1959 siedelte er nach Zürich über und arbeitete in einer Werbeagentur. Es folgten Aufenthalte in New York, Kalifornien, Mexiko und Japan.
Bucher war zwischen 1969 und 1970 verantwortlich für das Layout-Konzept des neu eingeführten Wochenend–Magazin der Tages-Anzeiger-Zeitung, übernahm daneben die gestalterische Leitung der ersten 28 Ausgaben und erhielt dafür den Gold Award des Art Directors Club Schweiz.
Zwischen 1976 und 1979 war Otmar Bucher beim Panda-Magazin des WWF Schweiz für das Konzept, den Text, das Layout und die Illustrationen verantwortlich und wurde dafür mit dem Silver Award des Art Directors Club Schweiz ausgezeichnet.
Mit seiner Frau, der Autorin Angelika Waldis, projektierte er 1981 die Jugendzeitschrift Spick, die im Januar 1982 erstmals erschien und die sie gemeinsam bis 1999 leiteten. Anfänglich war Otmar Bucher neben seiner Funktion als Gesamtleiter auch für die grafische Gestaltung mitverantwortlich; später wurde er von zwei weiteren Grafikern assistiert. Er verfasste zahlreiche Beiträge für das Jugendmagazin, vorwiegend in den Bereichen Natur, Tiere und Umwelt.
2000 traten Angelika und Otmar Bucher in den Ruhestand. Seither leben sie als freischaffende Autoren in Gockhausen bei Dübendorf.

## Auszeichnungen
- Silver Award des Art Directors Club Schweiz
- Gold Award für wegweisende Gestaltung des Art Directors Club Schweiz.
- Kulturförderungspreis des Erziehungsdepartementes des Kantons Zürich
- Paul-Haupt-Preis für Verdienste um das gedruckte Wort und Bild
- Jugendmedienpreis des Eidgenössischen Departementes des Innern
- International Silver Award des Art Directors Club New York

## Werke
- Spiel, Spassvogel. Aarau; Frankfurt/M.: Sauerländer, 1974. ISBN 3-7941-0708-X
- Das so genannte Schöne. An- und Einsichten. Bern: Ott Verlag, 2006. ISBN 3-7225-0050-8
- Kopfwelten. Was ist wahr an unserer Wahrnehmung? Zürich: Verlag Neue Zürcher Zeitung 2010, Zweitauflage 2011. ISBN 978-3038237020
- Design by Nature. Warum Tiere so aussehen wie sie aussehen. Zürich: Verlag Neue Zürcher Zeitung 2014, Zweitauflage 2015. ISBN 978-3038100508